# Herman Morsink
Herman Morsink (Wierden, 28 maart 1941 – aldaar, 23 maart 2019) was een Nederlands voetballer die als rechter aanvaller speelde.

## Loopbaan
Morsink debuteerde in 1959 bij Heracles en speelde in de jaren zestig 76 wedstrijden voor de Heraclieden. In 1960 speelde hij bijna een jaar lang niet door een knieblessure. Vanaf 1962 werd hij een vaste waarde in de voorhoede. Vier keer was hij clubtopscorer. Hij speelde tot 1972 voor Heracles en was vervolgens trainer bij diverse amateurclubs in de regio Almelo, waaronder VV DES.
Morsink is de vader van televisiepresentator Eddy Zoëy. Hij overleed in 2019 aan de gevolgen van de ziekte van Parkinson.